# Георг фон Пфалц
Георг фон Пфалц (на немски: Georg von der Pfalz; * 10 февруари 1486, Хайделберг; † 27 септември 1529, дворец Кислау при Бад Минголсхайм) от фамилията на Вителсбахите, е епископ на Шпайер от 1513 до 1529 г.

## Живот
Той е петият син на курфюрст Филип от Пфалц (1448 – 1508) и на Маргарета Баварска (1456 – 1501), дъщеря на херцог Лудвиг IX от Бавария-Ландсхут и съпругата му принцеса Амалия Саксонска (1436 – 1501). Най-големият му брат Лудвиг V (1478 – 1544) става курфюрст на Пфалц.
На 12 февруари 1513 г. Георг става епископ на Шпайер. След следването му в Хайделберг през 1514 г. той е ръкоположен за свещеник на 10 юли 1515 г. и на 22 юли е помазан за епископ. Той забранява на своите духовници да четат произведенията на Мартин Лутер.
Георг участва през 1529 г. в имперското събрание в Шпайер и на 27 септември същата година умира от епидемия. Погребан е в катедралата на Шпайер. Неговият паметник е разрушен от французите през 1689 г. по време на Пфалцската наследствена война.